# Hôtel de Chavigny (Chinon)
L'hôtel de Chavigny est un hôtel particulier situé à Chinon. 

## Historique
Le monument fait l’objet d’une inscription au titre des monuments historiques depuis le 29 décembre 1983.

## Pour en savoir plus